# Jóvilágvan
A Jóvilágvan egy öttagú szlovákiai pop-rock zenekar, amely 2007-ben alakult Párkányban, Dél-Szlovákiában. Négy nagylemezük jelent meg: Hanne (2011), šTÚROVSZKAYA (2013), jóvilágvan (2017), A folyó balladái (2021). Tagjai: Bokor Réka (ének), Gazdík Miroslav (basszusgitár), Jáger Zoltán (dob), Mázsár Imre (billentyűk), Valasek Zoltán (gitár).

## Története
Az együttes egy gyerekzenekarból nőtte ki magát, a zenészek gyermekkori ismerősök voltak. Az alakuláskor csatlakozott hozzájuk az énekes, Bokor Réka. A baráti társaság a közös zenélés során együtt fejlődött, sajátos hangzásviláguk a zenekartagok változatos zenei ízlésének köszönhető, az évek során sokat változott, hol zsúfolásig telt, hol minimálba hajlott.  
Az első három lemez dalainak nagyját Trencsík Pál szerezte, kezdetben Baranyovics Borisz, később Hegyi Krisztina szövegeire. Az ő 2018-as kiválása után a zenekar közösen hangszereli Bokor Réka szövegeit és dallamait, negyedik, A folyó balladái c. lemezükön már ezek a dalok sorakoznak. A pszichedéliával sózott népzenei ihletésű pop-rock dalok, mély, erős szimbolikájú szövegekkel bírnak.  

## A zenekar nevének eredete
A névválasztás Monique Besten holland művésznő egy installációjához fűződik, a párkányi Hídőr projekthez csatlakozva több ezer post-stick lapra a „jó világ van“ üzenetet írta, és különböző helyekre ragasztotta a városban. A zenekar épp ebben az időben keresett nevet és az utcán sétálva belebotlott ezekbe a jegyzetlapokba, s a századik cédula után a névválasztás már-már sorsszerűnek mutatkozott. 

## Zenei kezdeményezések
A zenekar három himnusz írt a legnagyobb szlovákiai magyar rendezvény, Gombaszög felkérésére: Melyiké vagy (2014), Levegő (2015), Ezeríz (2017). 
Levegő c. dalukat a Harmónia – Szlovákiai Magyar Zenei Díj Év dala kategóriában a legjobbnak ítélik. Ezzel a dallal a zenekar megalapozta a Felvidék All Stars névre keresztelt kezdeményezést, mely a felvidéki zenészek együttműködését, közös munkáját hivatott elősegíteni és támogatni. A dalt 2019-ben az Otthonos című szerzemény, 2020-ban Szarka Tamás kezdeményezésére az Északi szívek követte, 2022-ben a felvidéki népzenészek összefogásában készült el a Völgylila, 2023-ban a komolyzenészek együttműködéséből született a Napfény. A projekt producere Bokor Réka.

## Diszkográfia
Albumok
- Hanne (2011. november 13.)
- šTÚROVSZKAYA (2013. december 3.)
- jóvilágvan (2017. március 22.)
- A folyó balladái (2021. július 4.)

EP-k
- Zene Aratáshoz (2010. április 10.)
- Szimpla Garden Hits (2013)